# 그린 관계
모노이드 이론에서, 그린 관계(Green關係, 영어: Green’s relation)는 임의의 모노이드 위에 존재하는 5개의 표준적인 동치 관계 L·R·J·H·D이다.

## 정의
임의의 모노이드 {\displaystyle M} 위에는 다음과 같이 5개의 표준적인 동치 관계가 존재하며, 이를 그린 관계라고 한다.
{\displaystyle m\;{\mathcal {L}}\;n\iff Mm=Mn}
{\displaystyle m\;{\mathcal {R}}\;n\iff mM=nM}
{\displaystyle m\;{\mathcal {J}}\;n\iff MmM=MnM}
{\displaystyle m\;{\mathcal {H}}\;n\iff (m\;{\mathcal {L}}\;n)\land (m\;{\mathcal {R}}\;n)}
{\displaystyle m\;{\mathcal {D}}\;n\iff \exists p\in M\colon m\;{\mathcal {L}}\;p\;{\mathcal {R}}\;n\iff \exists q\in M\colon m\;{\mathcal {R}}\;q\;{\mathcal {L}}\;n}
즉, 풀어 쓰면 다음과 같다.
- {\displaystyle {\mathcal {L}}}은 두 원소가 생성하는 왼쪽 아이디얼이 같은지 여부이다.
- {\displaystyle {\mathcal {R}}}는 두 원소가 생성하는 오른쪽 아이디얼이 같은지 여부이다.
- {\displaystyle {\mathcal {J}}}는 두 원소가 생성하는 양쪽 아이디얼이 같은지 여부이다.
- {\displaystyle {\mathcal {H}}}는 두 원소가 생성하는 왼쪽·오른쪽 아이디얼이 둘 다 같은지 (즉, {\displaystyle {\mathcal {L}}}과 {\displaystyle {\mathcal {R}}}가 동시에 성립하는지) 여부이다.
- {\displaystyle {\mathcal {D}}}는 첫째가 생성하는 왼쪽 아이디얼이 둘째가 생성하는 오른쪽 아이디얼과 교차하는지 여부이다.

## 성질
이들 사이에는 다음과 같은 함의 관계가 존재한다.
{\displaystyle {\begin{matrix}{\mathcal {H}}&\implies &{\mathcal {L}}\\\Downarrow &&\Downarrow \\{\mathcal {R}}&\implies &{\mathcal {D}}&\implies &{\mathcal {J}}\end{matrix}}}
{\displaystyle {\mathcal {H}}}는 {\displaystyle {\mathcal {L}}}과 {\displaystyle {\mathcal {R}}}를 함의하는 가장 섬세한 동치 관계이며, {\displaystyle {\mathcal {D}}}는 {\displaystyle {\mathcal {L}}}과 {\displaystyle {\mathcal {R}}}를 함의하는 가장 거친 동치 관계이다.
유한 모노이드에서 {\displaystyle {\mathcal {D}}}와 {\displaystyle {\mathcal {J}}}는 서로 동치이나, 이는 무한 모노이드에서 성립하지 않을 수 있다.
가환 모노이드에서는 5개 그린 관계가 모두 서로 동치이다. 군의 경우 5개 그린 관계가 모두 동치이며 항상 참이다 (즉, 그 동치류는 군 전체이다).

### 동치류
주어진 {\displaystyle {\mathcal {D}}}-동치류 속에 포함된 {\displaystyle {\mathcal {H}}}-동치류들의 크기는 모두 같다.
그린 정리(영어: Green’s theorem)에 따르면, 임의의 모노이드의 임의의 {\displaystyle {\mathcal {H}}}-동치류 {\displaystyle H}에 대하여, 다음 두 조건 가운데 정확히 하나가 성립한다.
- {\displaystyle H^{2}\cap H=\varnothing }
- {\displaystyle H^{2}=H}이며 {\displaystyle H}는 군을 이룬다.

### 쉬첸베르제 군
모노이드 {\displaystyle M}의 {\displaystyle {\mathcal {H}}}-동치류 {\displaystyle H}가 주어졌을 때,
{\displaystyle T(H)=\{t\in M\colon Ht\subseteq H\}}
를 정의하자. 그렇다면, 이는 {\displaystyle M}의 부분 모노이드를 이룬다. 이 위에 다음과 같은 동치 관계를 주자.
{\displaystyle t\sim t'\iff \forall h\in H\colon ht=ht'}
그렇다면 {\displaystyle \Gamma (H)=T(H)/{\sim }} 역시 모노이드를 이루며, 이는 사실 군을 이룬다. 이를 {\displaystyle H}의 쉬첸베르제 군(영어: Schützenberger group)이라고 한다.
일반적으로 {\displaystyle |H|=|\Gamma (H)|}이다.  만약 {\displaystyle H}가 군을 이룬다면 {\displaystyle \Gamma (H)=T(H)=H}이다. 같은 {\displaystyle {\mathcal {D}}}-동치류에 속하는 {\displaystyle {\mathcal {H}}}-동치류들의 쉬첸베르제 군은 서로 동형이다. 오른쪽 작용 대신 왼쪽 작용을 사용하여 쉬첸베르제 군을 정의할 수 있으며, 이들은 서로 반대군을 이루므로 서로 동형이다.

## 역사
그린 관계는 제임스 알렉산더 그린(영어: James Alexander Green, 1926〜2014)이 1951년에 도입하였다. 그린은 이 동치 관계들을 오늘날 사용되는 표기 따위 대신 합동 산술과 유사하게 표기하였다.
| 그린의 기호                                                          | 오늘날의 기호                        |
| -------------------------------------------------------------------- | ------------------------------------ |
| {\displaystyle x\equiv y\quad ({\mathfrak {l}})}                     | {\displaystyle x\;{\mathcal {L}}\;y} |
| {\displaystyle x\equiv y\quad ({\mathfrak {r}})}                     | {\displaystyle x\;{\mathcal {R}}\;y} |
| {\displaystyle x\equiv y\quad ({\mathfrak {r}}\cap {\mathfrak {l}})} | {\displaystyle x\;{\mathcal {H}}\;y} |
| {\displaystyle x\equiv y\quad ({\mathfrak {d}})}                     | {\displaystyle x\;{\mathcal {D}}\;y} |
| {\displaystyle x\equiv y\quad ({\mathfrak {f}})}                     | {\displaystyle x\;{\mathcal {J}}\;y} |

쉬첸베르제 군은 프랑스의 수학자 마르셀폴 쉬첸베르제(프랑스어: Marcel-Paul Schützenberger, 1920〜1996)가 1957년에 도입하였다.
수학자 존 매킨토시 하위(영어: John Mackintosh Howie)는 그린 관계의 중요성에 대하여 다음과 같이 평하였다.
| “ | 새 반군을 접하게 되면, 거의 최초로 묻는 질문은 “그린 관계가 어떤가?”이다. [O]n encountering a new semigroup, almost the first question one asks is ‘What are the Green relations like?’ | ” |
|   | — :7 |   |

## 예
유한 모노이드의 그린 관계는 보통 계란통 그림(영어: eggbox diagram)으로 표현된다. 이 경우.
- {\displaystyle {\mathcal {R}}}의 동치류는 그림의 각 행에 대응된다.
- {\displaystyle {\mathcal {L}}}의 동치류는 그림의 각 열에 대응된다.
- {\displaystyle {\mathcal {H}}}의 동치류는 그림의 각 칸에 대응된다.
- {\displaystyle {\mathcal {D}}} 또는 {\displaystyle {\mathcal {J}}}의 동치류는 그림의 각 행렬에 대응된다.

예를 들어, 집합 {\displaystyle \{1,2,3\}}의 자기 함수 {\displaystyle \{1,2,3\}\to \{1,2,3\}}들의 모노이드를 생각하자. 함수 {\displaystyle (1\mapsto x,2\mapsto y,3\mapsto z)}를 {\displaystyle (x,y,z)}로 표기하자. 그렇다면, 이 모노이드의 계란통 그림은 다음과 같다.
| (1 1 1) | (2 2 2) | (3 3 3) |

| (1 2 2) (2 1 1) | (1 3 3) (3 1 1) | (2 3 3) (3 2 2) |
| (2 1 2) (1 2 1) | (3 1 3) (1 3 1) | (3 2 3) (2 3 2) |
| (2 2 1) (1 1 2) | (3 3 1) (1 1 3) | (3 3 2) (2 2 3) |

| (1 2 3) (2 3 1) (3 1 2) (1 3 2) (3 2 1) (2 1 3) |

여기서 굵은 글씨체로 표기된 원소는 멱등원이며, 이를 포함하는 칸({\displaystyle {\mathcal {H}}}-동치류)은 멱등원을 항등원으로 하는 군을 이룬다.

### 자연수의 덧셈 모노이드
자연수 집합 {\displaystyle \mathbb {N} =\{0,1,2,\dotsc \}}은 덧셈에 대하여 모노이드를 이룬다. 이는 가환 모노이드이므로 5개의 그린 관계가 모두 일치하며, 그 동치류는 모두 한원소 집합이다. (즉, 그린 관계는 자연수의 값이 같은 것이다.) 즉, 그 달걀통 그림은 다음과 같다.
| 0 |

| 1 |

| 2 |

## 참고 문헌
1. 1 2  Green, James Alexander (1951년 7월). “On the structure of semigroups”. 《Annals of Mathematics. Second Series》 (영어) 54 (1): 163–172. doi:10.2307/1969317. JSTOR 1969317.
2. ↑  Schützenberger, Marcel-Paul (1957). “D̄ représentation des demi-groupes”. 《Comptes Rendus de l’Académie des Sciences》 (프랑스어) 244: 1994–1996. Zbl 0081.25303.
3. ↑  Howie, John Mackintosh (2002). 〈Semigroups, past, present and future〉. 《Proceedings of the International Conference on Algebra and its Applications, March 18–22, 2002, Department of Mathematics, Chulalongkorn University, Bangkok, Thailand》 (영어). Chulalongkorn University. 6–20쪽. OCLC 935919056.